# FDJ-Pokal der Jugend 1986/87
Der FDJ-Pokal der Jugend 1986/87 war die 36. Auflage des höchsten Fußball-Pokalwettbewerbs der Altersklasse 15/16 auf dem Gebiet der DDR, der vom DFV durchgeführt wurde. Er begann am 7. September 1986 mit der Ausscheidungsrunde und endete am 31. Mai 1987 mit dem Sieg vom Hallescher FC Chemie (Pokalsieger 1966 und 1974), der im Finale gegen den FC Rot-Weiß Erfurt gewann.

## Teilnehmende Mannschaften
Am FDJ-Pokal der Jugend für die Altersklasse (AK) 15/16 nahmen die Pokalsieger aus der Saison 1985/86 von 14 Bezirke auf dem Gebiet der DDR, die 29 Mannschaften der Jugendliga aus der aktuellen Saison 1986/87 und der Absteiger aus der Vorsaison 1985/86 teil. Spielberechtigt waren Spieler bis zum 16. Lebensjahr (Stichtag: 1. Juni 1970).
Für den FDJ-Pokal qualifizierten sich neben den Mannschaften der Jugendliga, folgende vierzehn Bezirkspokalsieger bzw. dessen Vertreter:
| Jugendliga | Jugendliga | Bezirkspokalvertreter | Bezirkspokalvertreter |
| --- | --- | --- | --- |
| Staffel A – 1986/87 - FC Vorwärts Frankfurt/O. - 1. FC Magdeburg - Berliner FC Dynamo - 1. FC Union Berlin - F.C. Hansa Rostock - BSG Stahl Brandenburg - BSG Stahl Eisenhüttenstadt - ISG Schwerin - BSG Lokomotive Stendal - BSG Energie Cottbus - BSG Post Neubrandenburg - TSG Wismar - SG Dynamo Rostock-Mitte - BSG Aktivist Brieske-Senftenberg Staffel A – 1985/86 - BSG Lokomotive Schöneweide | Staffel B – 1986/87 - FC Karl-Marx-Stadt (TV) - SG Dynamo Dresden - Hallescher FC Chemie - FC Rot-Weiß Erfurt - 1. FC Lokomotive Leipzig - FC Carl Zeiss Jena - BSG Stahl Riesa - BSG Chemie Leipzig - BSG Motor Nordhausen - BSG Wismut Gera - BSG Motor Suhl - BSG Wismut Aue - BSG Chemie Wolfen - BSG Sachsenring Zwickau - BSG Motor Weimar (TV) – Titelverteidiger | - Bezirk Rostock BSG KKW Greifswald - Bezirk Schwerin BSG Einheit Güstrow - Bezirk Neubrandenburg BSG Lokomotive Anklam - Bezirk Potsdam BSG Stahl Brandenburg II - Ost-Berlin 1. FC Union Berlin II - Bezirk Frankfurt (Oder) BSG Chemie PCK Schwedt - Bezirk Magdeburg 1. FC Magdeburg II - Bezirk Halle Hallescher FC Chemie II | - Bezirk Leipzig BSG Motor Grimma - Bezirk Cottbus BSG Fortschritt Forst - Bezirk Dresden SG Dynamo Dresden II - Bezirk Karl-Marx-Stadt Zwickau mittlerweile in der Jugendliga - Bezirk Erfurt FC Rot-Weiß Erfurt II - Bezirk Gera FC Carl Zeiss Jena II - Bezirk Suhl BSG Motor Rauenstein |

## Modus
Der Pokalwettbewerb wurde von der Ausscheidungsrunde bis zum Finale im K.-o.-System durchgeführt und bis zur Hauptrunde nach möglichst territorialen Gesichtspunkten ausgelost. In den ersten zwei Runden hatten die unterklassigen Mannschaften Heimvorteil. Das Finale wurde auf neutralem Platz ausgetragen. 

## Ausscheidungsrunde
| Datum                |                          | Ergebnis              |                            |
| -------------------- | ------------------------ | --------------------- | -------------------------- |
| So 07.09., 11:00 Uhr | BSG Motor Rauenstein     | 0:5                   | BSG Motor Weimar           |
| So 07.09., 11:00 Uhr | BSG Einheit Güstrow      | 0:7                   | TSG Wismar                 |
| So 07.09., 11:00 Uhr | BSG Lokomotive Anklam    | 1:3 n. V.             | SG Dynamo Rostock-Mitte    |
| So 07.09., 11:00 Uhr | 1. FC Magdeburg II       | 1:3                   | BSG Chemie Leipzig         |
| So 07.09., 11:00 Uhr | BSG Motor Grimma         | 1:5                   | BSG Chemie Wolfen          |
| So 07.09., 11:00 Uhr | BSG Stahl Brandenburg II | 4:3 n. V.             | BSG Lokomotive Stendal     |
| So 07.09., 11:00 Uhr | Hallescher FC Chemie II  | 0:2                   | BSG Motor Nordhausen       |
| So 07.09., 11:00 Uhr | FC Carl Zeiss Jena II    | 1:2                   | BSG Motor Suhl             |
| So 07.09., 11:00 Uhr | BSG Chemie PCK Schwedt   | 1:1 n. V. (3:4 i. E.) | BSG Lokomotive Schöneweide |
| So 07.09., 11:00 Uhr | SG Dynamo Dresden II     | 1:0                   | BSG Wismut Aue             |
| So 07.09., 11:00 Uhr | BSG Fortschritt Forst    | 2:4                   | BSG Stahl Eisenhüttenstadt |
| So 07.09., 11:00 Uhr | FC Rot-Weiß Erfurt II    | 2:3 n. V.             | BSG Wismut Gera            |
| So 07.09., 11:00 Uhr | BSG KKW Greifswald       | 0:3                   | BSG Post Neubrandenburg    |

## Hauptrunde
| Datum                 |                            | Ergebnis              |                                  |
| --------------------- | -------------------------- | --------------------- | -------------------------------- |
| Mi .15.10., 15:00 Uhr | 1. FC Union Berlin II      | 3:0                   | BSG Stahl Brandenburg            |
| Di 0.7.10., 09:30 Uhr | BSG Sachsenring Zwickau    | 1:5                   | FC Carl Zeiss Jena               |
| Di 0.7.10., 11:00 Uhr | BSG Stahl Brandenburg II   | 1:6                   | 1. FC Magdeburg                  |
| Sa 25.10., 11:00 Uhr  | SG Dynamo Dresden II       | 0:1                   | BSG Aktivist Brieske-Senftenberg |
| Di 0.7.10., 11:00 Uhr | BSG Energie Cottbus        | 0:0 n. V. (3:0 i. E.) | SG Dynamo Dresden                |
| Di 0.7.10., 11:00 Uhr | BSG Motor Weimar           | 1:5                   | FC Karl-Marx-Stadt               |
| Di 0.7.10., 11:00 Uhr | TSG Wismar                 | 2:3                   | ISG Schwerin                     |
| Di 0.7.10., 11:00 Uhr | SG Dynamo Rostock-Mitte    | 2:6                   | 1. FC Union Berlin               |
| Di 0.7.10., 11:00 Uhr | BSG Chemie Leipzig         | 3:0                   | BSG Stahl Riesa                  |
| Di 0.7.10., 11:00 Uhr | BSG Chemie Wolfen          | 2:1                   | 1. FC Lokomotive Leipzig         |
| Di 0.7.10., 12:30 Uhr | BSG Motor Nordhausen       | 1:2                   | BSG Wismut Gera                  |
| Di 0.7.10., 11:00 Uhr | BSG Motor Suhl             | 0:2                   | FC Rot-Weiß Erfurt               |
| Di 0.7.10., 11:00 Uhr | BSG Lokomotive Schöneweide | 0:2                   | FC Vorwärts Frankfurt/O.         |
| Di 0.7.10., 11:00 Uhr | BSG Stahl Eisenhüttenstadt | 1:2                   | Berliner FC Dynamo               |
| Di 0.7.10., 11:00 Uhr | BSG Post Neubrandenburg    | 1:2                   | F.C. Hansa Rostock               |

Durch ein Freilos zog der Hallescher FC Chemie direkt in das Achtelfinale ein.

## Achtelfinale
| Datum                |                                  | Ergebnis  |                       |
| -------------------- | -------------------------------- | --------- | --------------------- |
| Mi 12.11., 14:45 Uhr | 1. FC Magdeburg                  | 2:1 n. V. | FC Karl-Marx-Stadt    |
| Mi 12.11., 14:00 Uhr | BSG Chemie Leipzig               | 2:3       | BSG Chemie Wolfen     |
| Mi 12.11., 14:00 Uhr | BSG Aktivist Brieske-Senftenberg | 1:0       | 1. FC Union Berlin II |
| Sa .8.11., 13:00 Uhr | BSG Energie Cottbus              | 0:5       | FC Carl Zeiss Jena    |
| Mi 12.11., 14:00 Uhr | FC Vorwärts Frankfurt/O.         | 6:0       | BSG Wismut Gera       |
| Mi 12.11., 11:30 Uhr | 1. FC Union Berlin               | 1:0       | F.C. Hansa Rostock    |
| Mi 12.11., 14:00 Uhr | FC Rot-Weiß Erfurt               | 3:0       | Berliner FC Dynamo    |
| Mi 12.11., 14:00 Uhr | Hallescher FC Chemie             | 6:0       | ISG Schwerin          |

## Viertelfinale
| Datum                |                      | Ergebnis                |                                  |
| -------------------- | -------------------- | ----------------------- | -------------------------------- |
| So 03.05., 11:00 Uhr | 1. FC Magdeburg      | 1:0                     | FC Carl Zeiss Jena               |
| So 03.05., 11:00 Uhr | BSG Chemie Wolfen    | 0:2                     | FC Vorwärts Frankfurt/O.         |
| So 03.05., 11:00 Uhr | FC Rot-Weiß Erfurt   | 5:1                     | BSG Aktivist Brieske-Senftenberg |
| Sa 02.05., 12:30 Uhr | Hallescher FC Chemie | 1:1 n. V. (11:10 i. E.) | 1. FC Union Berlin               |

## Halbfinale
| Datum                |                      | Ergebnis  |                          |
| -------------------- | -------------------- | --------- | ------------------------ |
| Mi 13.05., 11:00 Uhr | Hallescher FC Chemie | 1:0 n. V. | FC Vorwärts Frankfurt/O. |
| Mi 13.05., 11:00 Uhr | FC Rot-Weiß Erfurt   | 4:0       | 1. FC Magdeburg          |

## Finale
| Paarung              | Hallescher FC Chemie – FC Rot-Weiß Erfurt |
| Ergebnis             | 1:0 (1:0) |
| Datum                | Sonntag, 31. Mai 1987 um 14:30 Uhr |
| Stadion              | Sportplatz Fährstraße, Aken |
| Zuschauer            | 1500 |
| Schiedsrichter       | Peter Borcherding (Barleben) |
| Tore                 | 1:0 Weitze (21.) |
| Hallescher FC Chemie | Thomas Geilert – Ulf Winkler – Marko Jagosky, Steffen Röder, Frank Schön – Marco Barucha (75. Steffen König), Hans-Peter Möhring, Jörg Gabriel, Silvio Rößiger – Dirk Weitze, Jens Vollmann Cheftrainer: Weber                              |
| FC Rot-Weiß Erfurt   | Marco Weigel – Dimitri Birjukow – Heiko Weinrich, Wolfram Baum, Thorsten Zentner – Ralf Kukuk (75. Steffen Ost), Gerd Mehler, Kai-Uwe Börner, Jörg Schmidt – Thomas Pusch, Eric Walter (52. Olaf Ziegenrücker) Cheftrainer: Rainer Schiller |